# Queer Lion 2011
Il Queer Lion 2011 è la quinta edizione del riconoscimento collaterale che premia «il miglior film con tematiche omosessuali & Queer Culture», assegnato nel quadro delle manifestazioni previste per la LXVIII Mostra del Cinema di Venezia.
Il premio è stato patrocinato dalla Regione del Veneto, dal Comune di Venezia, dal Sindacato Nazionale Critici Cinematografici Italiani e, per la prima volta dal Ministero per i Beni e le Attività Culturali e dalla Provincia di Venezia, concessi rispettivamente dal ministro Giancarlo Galan e dal presidente Francesca Zaccariotto.
La cerimonia di premiazione è avvenuta il 9 settembre 2011.
Il premio è stato vinto da Wilde Salomé, lungometraggio diretto da Al Pacino.
Il premio è organizzato da CinemArte.

## Film in concorso

### Venezia 68
- L'ultimo terrestre (2011) di Gian Alfonso Pacinotti

### Orizzonti
- Jultak Dongshi (2011), di Kyungmook Kim
- Palácios de pena, (2011), di Gabriel Abrantes e Daniel Schmidt
- Sal (2011), di James Franco
- Snow Cannon (2011), di Mati Diop
- Amore carne (2011), di Pippo Delbono
- Accidentes gloriosos (2011), di Mauro Andrizzi e Marcus Lindeen
- Tae Peang Phu Deaw (P-047) (2011), di Kongdej Jaturanrasmee
- Would You Have Sex with an Arab? (2011), di Yolande Zauberman

### Settimana Internazionale della Critica
- Marécages (2011), di Guy Édoin

### Controcampo italiano
- Schuberth. L'atelier della dolce vita (2011), di Antonello Sarno

### Fuori concorso
- Wilde Salomé (2011), di Al Pacino